# Pomnik Albrechta Rudelsdorffa

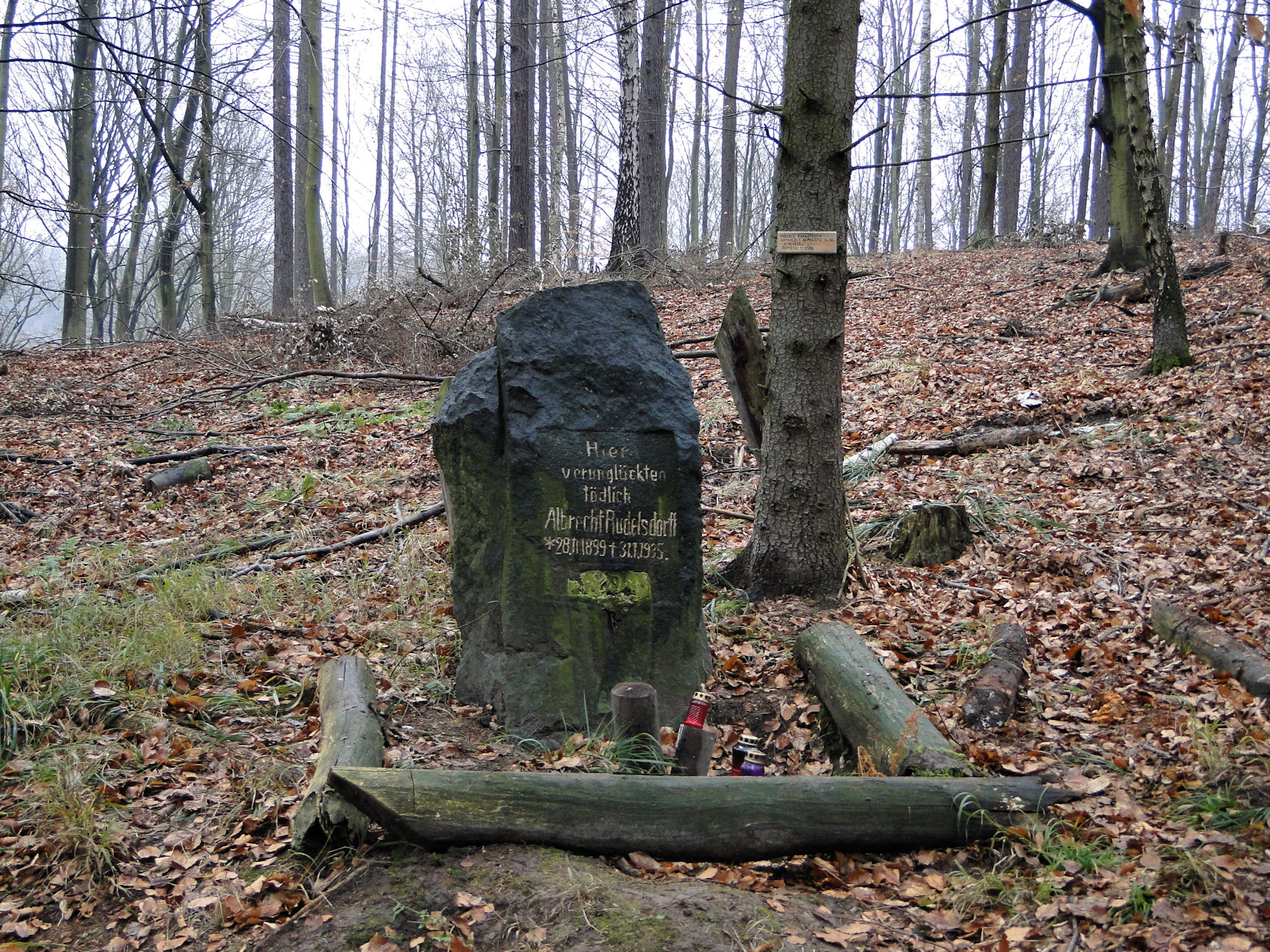

Pomnik Albrechta Rudelsdorffa – poniemiecki pomnik w Puszczy Bukowej upamiętniający ofiarę wypadku lotniczego z 1935 r.

## Położenie
Monument znajduje się na terenie Wzgórz Bukowych pod Szczecinem, w odległości kilkuset metrów na południowy zachód od wzgórza Bukowiec. Pomnik jest trudny do odnalezienia, ponieważ w jego bezpośrednim sąsiedztwie nie przebiega żadna droga, ścieżka, ani szlak turystyczny.

## Opis pomnika
Pomnik ma formę głazu, na którym wyryto napis w języku niemieckim: "Hier verunglückten tödlich Albrecht Rudelsdorff 28.11.1899 – 31.01.1935" ("Tu zmarł tragicznie Albrecht Rudelsdorft 28.11.1899 – 31.01.1935"). Pod napisem widoczne są ślady mocowania dodatkowego elementu, który się nie zachował.
Ogrodzenie pomnika stanowią położone bezpośrednio na ziemi bele drewniane.

## Historia pomnika
Pomnik powstał w latach trzydziestych XX w. dla upamiętnienia Albrechta Rudelsdorffa – jednej z ofiar katastrofy lotniczej jaka wydarzyła się w tym miejscu 31 stycznia 1935 r. W tym dniu, tuż przed godz. 19.00, samolot Junkers Ju 52 należący do linii lotniczych: "Deutsch – Russischen Luftverkehrsgesellschaft", odbywający lot na trasie Gdańsk – Berlin zahaczył o drzewa i uległ zniszczeniu podczas podchodzenia do międzylądowania na lotnisku w Szczecinie-Dąbiu. W katastrofie zginęła cała załoga oraz wszyscy pasażerowie (łącznie 11 osób). Za najbardziej prawdopodobną przyczynę wypadku uznaje się oblodzenie samolotu lub też błąd pilota spowodowany fatalnymi warunkami atmosferycznymi (mgła + deszcz).

## Rozbudowa pomnika w 2012 roku
Na początku lipca 2012 obok istniejącego monumentu ustawiono nowy pomnik przypominający  o pozostałych ofiarach katastrofy lotniczej na Bukowcu. Pomnik ma formę ostrosłupa trójkątnego (czworościanu), na ściankach którego umieszczono wykaz osób które zginęły w wypadku. Na pomniku umieszczono także wizerunek samolotu Junkers Ju 52 oraz stosowną informację w języku polskim i niemieckim.
Pomnik został ufundowany przez członków rodzin ofiar katastrofy. Wykonany został z szarego granitu w Stanach Zjednoczonych. Pomnik waży ok. 450 kg

### Lista ofiar katastrofy lotniczej pod Bukowcem
Załoga:
Fritz Oskar Kuhne 1907 -1935; Hermann Peter Westphal 1897-1935; Fritz Zimmermann 1899-1935
Pasażerowie:
Marschall Wilhelm von Bieberstein 1890-1935; Hildegard Gleitz 1908-1935; Johann Georg Lang 1900-1935; Johannes Rohde 1911-1935; Albrecht Rudelsdorff 1899-1935; Hans-Joachim von Schulz 1899-1935; Albert Sonntag 1894-1935; Friederich Martin Vietor 1891-1935.